# 傅園
傅園為國立臺灣大學第四任校長傅斯年之墓園，前身是臺北帝國大學理農學部的熱帶植物園。傅斯年曾出任北京大學代理校長，在來台擔任台大校長一職前不到兩年的期間，為臺大建立校務行政制度學術典範和自由學風，卻於臺灣省議會答覆教育行政質詢時驟逝於會場。為紀念傅斯年之貢獻，在與各界及傅斯年家屬討論後，決定於校內安葬。同時另在行政大樓前鑄造紀念鐘。

## 歷史
時任中華民國副總統陳誠率領政府要員及臺大各重要人士組成「斯年堂籌建委員會」，按照美國維吉尼亞大學為第三位美國總統傑弗遜總統專門在園內建造陵墓的成例，最後決定將傅校長安葬於臺灣大學校門旁的熱帶植物園，園內專門劃出一塊地建造羅馬式紀念亭，亭中砌長方形墓一座，墓前立有方尖碑和噴水池，1951年4月，臺大校務會議決議鑄造紀念鐘，後請聯勤兵工署惠予鑄造傅鐘，1951年12月斯年堂完成。

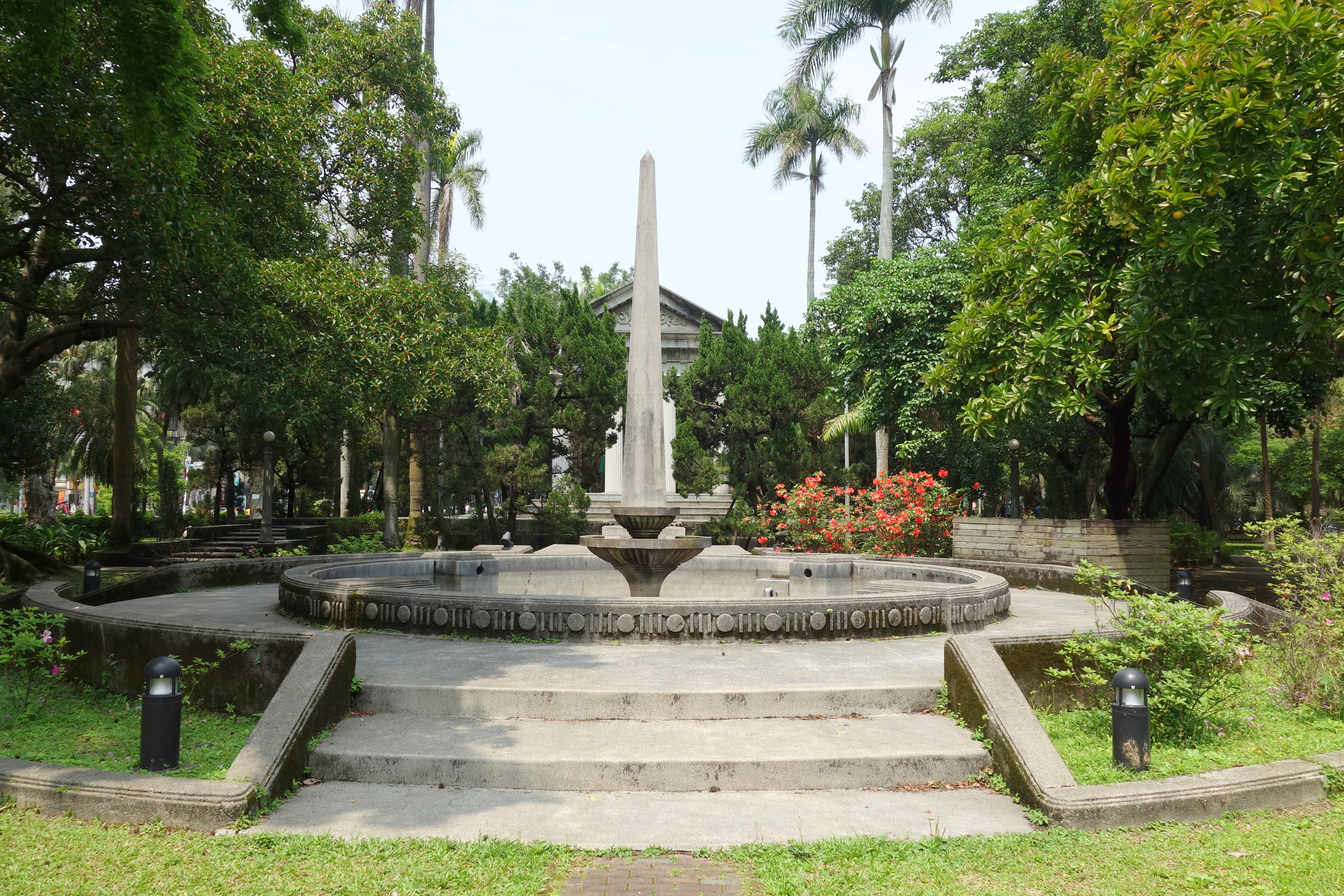
園內噴泉與方尖碑

1951年12月20日，傅斯年逝世一周年忌辰，這一天，由傅斯年生前同窗好友羅家倫前導，台大代聯會主席羅錦堂與李德進手捧骨灰盒，新任校長錢思亮主持儀式將安葬傅校長骨灰於亭內大理石墓，最後敲紀念鐘五十五響，向55歲逝世之傅校長致敬。敲第一聲的是傅斯年的妻舅、時任行政院政務委員俞大維。
此地後更名為傅園，斯年堂改為紀念亭之名。並與後來逝世的國立清華大學校長梅貽琦、輔仁大學校長于斌樞機主教、東吳大學校長石超庸為臺灣四位葬在校園內的大學校長，另有非校長職的中國文化大學董事長張其昀、東吳大學董事長王寵惠、新埔工專董事長王長齡等人同樣為身後安葬於臺灣校園內的重要聞人。
2004年，由於傅園內樹木參天，不僅遮蔽光線，且滋生蚊蟲，一直人跡罕至。入口不知何年變成腳踏車停車處，導致出入傅園不易。校方在經過三個月的重新整理後，於同年7月重新啟用。

## 特色
斯年堂為一仿希臘帕德嫩神廟的神殿式建築物，堂前有方尖碑、噴水池等建物，造型古典優美，透出莊嚴寧靜的氣氛。傅園內通往斯年堂的步道，仿希臘雅典衛城，由後側進入帕德嫩神廟。雖然傅園仿古希臘風格，不過斯年堂屋頂使用中式綠色琉璃瓦。
由於傅園前身為熱帶植物園，傅園內可看到不少如纏勒、氣生根、支柱根等生態現象。由於豐富的歷史及生態景觀，傅園是認識臺大歷史的好地方，也是臺大校園導覽解說社經常導覽的景點。
台北市政府文化局於2022年12月19日召開文資大會審議傅園文資價值案，經文資委員投票全數同意，在傅斯年逝世72周年紀念日前夕指定傅園為直轄市定古蹟。

## 附註
1. ↑  . ETtoday. 2014-03-25  [2022-12-21]. （原始内容存档于2023-01-28） （中文（繁體））.
2. ↑  張之傑等：《20世紀臺灣全紀錄》，台北：錦繡出版社，1991年
3. ↑  節錄自岳南：〈傅斯年之死（2）〉，《陳寅恪與傅斯年》，台北：遠流出版社，2009年，ISBN 978-957-32-6503-0，
4. ↑  . 民報. 2014-07-08  [2022-12-21]. （原始内容存档于2022-12-22） （中文）.
5. ↑  自然步道協會所著《台大校園自然步道》，傅園部分寫傅園是衣冠塚，可能造成傅園是衣冠塚說法大行其道。根據2005年出版的《國立台灣大學校史稿》，以及當時的新聞報導(【1951-12-21/聯合報/03版/中央社訊】佳城鬱鬱傍黌宮 傳斯年安葬 桃李三千鳴鐘五五 傳園舉行週年祭禮)，傅園的確埋的是傅斯年骨灰。
6. ↑  . 中時新聞網. 2022-12-20  [2022-12-20]. （原始内容存档于2022-12-22） （中文（繁體））.
7. ↑  . 聯合新聞網. 2022-12-20  [2022-12-20]. （原始内容存档于2022-12-21） （中文（繁體））.

## 外部連結
- 臺大校園十二美景——傅園 （页面存档备份，存于）